# Lena Ressler
 (juin 2025).
Si vous disposez d'ouvrages ou d'articles de référence ou si vous connaissez des sites web de qualité traitant du thème abordé ici, merci de compléter l'article en donnant les références utiles à sa vérifiabilité et en les liant à la section « Notes et références ».
Lena Ressler, née à Helsinki le 15 janvier 1940, décédée à Liperi le 16 décembre 2015, est une actrice et mannequin finnoise. Elle est parfois créditée de son nom d'épouse Lena von Martens à l'époque de son premier mariage.

## Biographie
Lena Ressler gagne un concours de beauté, ce qui lui ouvre la voie du mannequinat, puis de la télévision et du cinéma.
Après son mariage avec l'écrivain Peter von Martens, elle fait le tour de l'Europe, et arrive en Italie où elle est engagée pour quelques films.
Elle a posé dans un roman photo, Un destino in prestito, avec Gabriella Farinon, Roel Bos, Lucio Rama et Marco Tulli (Sogno (it) n. 17, mars 1966).
À la fin de sa carrière au cinéma, elle demeure en Italie, où elle se remarie. Après avoir divorcé, elle retourne en Finlande.

## Filmographie

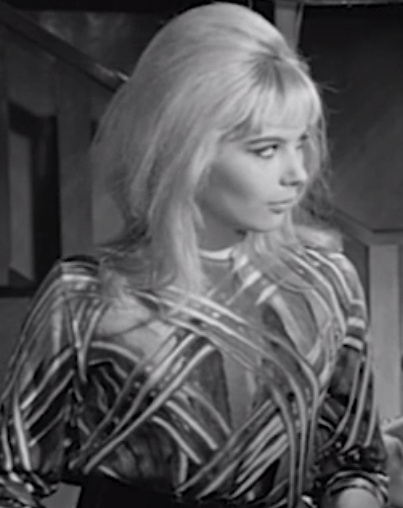
Lena Ressler dans Un mostro e mezzo (1964)

- 1959 : Vatsa sisään, rinta ulos! (litt. Ventre rentré, poitrine sortie !) d'Aarne Tarkas : écolière
- 1960 : Nina ja Erik (litt. Nina et Erik) d'Aarne Tarkas : Kati
- 1960 : Opettajatar seikkailee (litt. Le professeur part à l'aventure) d'Aarne Tarkas : écolière
- 1963 : Le Vice et la Vertu (Il vizio e la virtù) de Roger Vadim : Hanka
- 1964 : La Chute de l'Empire romain (The Fall of the Roman Empire) d'Anthony Mann : Helva, princesse barbare[2]
- 1964 : Extraconiugale de Mino Guerrini, Massimo Franciosa et Giuliano Montaldo : Maristella (dans le segment 1)
- 1964 : Una lacrima sul viso d'Ettore Maria Fizzarotti : Gabriella
- 1964 : Les Sept de Thèbes (Sette a Tebe), de Luigi Vanzi : Doris
- 1964 : Un monstre et demi (Un mostro e mezzo) de Steno : Mme Marini
- 1964 : L'Amour facile (Amore facile) de Gianni Puccini : Emma (dans le quatrième segment)
- 1964 : L'Amour en quatre dimensions (Amore in quattro dimensioni) de Gianni Puccini, Jacques Romain, Mino Guerrini et Massimo Mida
- 1965 : Opération contre-espionnage (Asso di picche operazione controspionaggio) de Nick Nostro : Alina
- 1965 : Non son degno di te d'Ettore Maria Fizzarotti : Lena
- 1966 : Deux loufoques attaquent la Banque d'Italie (Come svaligiammo la Banca d'Italia) de Lucio Fulci : Marilina
- 1966 : Moi, moi, moi et les autres (Io, io, io... e gli altri) d'Alessandro Blasetti